# Rogeria alzatei
Rogeria alzatei es una especie de hormiga del género Rogeria, tribu Solenopsidini, familia Formicidae. Fue descrita científicamente por Kugler en 1994.
Se distribuye por Brasil, Colombia, República Dominicana, Guyana, Panamá y Paraguay. Se ha encontrado a elevaciones de hasta 1050  metros. Habita en bosques húmedos.